# Њу Елентон (Јужна Каролина)
Њу Елентон (енгл. New Ellenton) град је у америчкој савезној држави Јужна Каролина.

## Демографија
По попису из 2010. године број становника је 2.052, што је 198 (-8,8%) становника мање него 2000. године.
| Група             | 2000.         | 2010.         |
| Белци             | 1.354 (60,2%) | 1.169 (57,0%) |
| Афроамериканци    | 806 (35,8%)   | 753 (36,7%)   |
| Азијати           | 8 (0,4%)      | 9 (0,4%)      |
| Хиспаноамериканци | 49 (2,2%)     | 67 (3,3%)     |
| Укупно            | 2.250         | 2.052         |